# Station Croix-d'Hins
Station Croix-d'Hins is een spoorwegstation in de Franse gemeente Marcheprime.
Het ligt aan de spoorlijn van Station Bordeaux-Saint-Jean naar het Spaanse Irun en wordt bediend door treinen van het TER netwerk van de regio Aquitanië die rijden op het traject Bordeaux-Saint-Jean - Arcachon.
Het station is geopend op 7 mei 1841 als onderdeel van de lijn Bordeaux - La Teste door de Compagnie du chemin de fer de Bordeaux à La Teste. Het oorspronkelijke stationsgebouw is verkocht; voor de reizigers is er alleen een abri.
Bij de invoering van een intensievere, gecadanseerde dienstregeling in 2008 is het station buiten gebruik gesteld. Op verzoek van de groeiende bevolking stoppen er echter sinds september 2009 weer treinen; vooralsnog 2 per richting per dag.